# Falla
Falla – miejscowość (tätort) w Szwecji, w regionie administracyjnym (län) Östergötland, w gminie Finspång.
Według danych Szwedzkiego Urzędu Statystycznego liczba ludności wyniosła: 464 (31 grudnia 2015), 455 (31 grudnia 2018) i 459 (31 grudnia 2019).